# Kelsey Harshman
Kelsey Harshman, née le 10 novembre 1996 à Tucson, est une joueuse canadienne de softball.

## Carrière
Avec l'équipe du Canada, elle remporte la médaille de bronze du tournoi de softball aux Jeux olympiques d'été de 2020 à Tokyo.